# Art Valais Wallis
Art Valais Wallis ist ein Kulturprojekt im Kanton Wallis.
Das Programm wird vom im Jahr 2019 gegründeten gleichnamigen Kunstverein mit Sitz in Sitten unter der Leitung des seit zwanzig Jahren im Wallis tätigen Lausanner Street-Art-Künstlers Issam Rezgui (* 1983) und von Gregory Pages durchgeführt. Der Verein realisiert grossformatige Werke der Gattung Kunst am Bau im ganzen Kanton Wallis. In fünfzig Gemeinden vom Goms bis an den Genfersee plant er in Zusammenarbeit mit den beteiligten Künstlern und den Gemeindebehörden neue Arbeiten der Gegenwartskunst. Die Werkgruppe bildet schliesslich einen künstlerischen Themenpfad durch den ganzen Kanton.
Das Projekt wird vom Kanton Wallis, von der Organisation Valais Wallis/Promotion und von Culture Valais unterstützt.
Als erstes Werk des Kunstprojekts wurde im Frühjahr 2020 ein Wandgemälde des Künstlers «Jasm 1» (Künstlername von Issam Rezgui) an der Fassade des Museums Charles Clos Olsommer in Veyras im Bezirk Siders realisiert. Weitere Wandgemälde der Serie befinden sich unter anderem am Gebäude des Vereins Association sierroise de loisirs et culture in Siders und in Fully.